# 홀 효과
홀 효과(영어: Hall effect)는 전류와 자기장에 의해 모든 전도체 물질에 나타나는 효과이다. 전류가 흐르는 전기 전도체에 수직하게 자기장이 걸릴 때, 전류와 자기장의 방향에 수직하게 걸리는 전압을 홀전압이라 한다.

## 홀효과이론
고전적 이론은 로런츠 힘을 사용하는 방법으로 약한 자기장,상대적으로 높은 온도에서 아주 유용하다.
한 종류의 전하 운반자 (여기에서는 전자)만이 있는 도체판에서, 홀 전압 VH 은
이고 여기서 I는 판 위로 흐르는 전류, B는 수직으로 걸린 자기장, d는 판의 두께, q는 전자의 전하 n 은 전하 운반자 밀도다.
홀 계수는 다음과 같이 정의된다.
{\displaystyle R_{H}={\frac {E_{y}}{j_{x}B}}}
여기에서 j는 전하를 운반하는 전자의 전류 밀도이고, {\displaystyle E_{y}}는 유도된 전기장이다. SI단위를 사용할 때 이는
{\displaystyle R_{H}={\frac {E_{y}}{j_{x}B}}={\frac {dV_{H}}{IB}}=-{\frac {1}{nq}}}
가 된다.
따라서, 홀 효과는 전하 운반자 밀도나 자기장을 측정하는데 유용하다.

## 같이 보기
- 콘덴서
- 홀 프루브
- 열 홀 효과
- 스핀 홀 효과
- 양자 홀 효과
- 네른스트 효과

## 참고 문헌
- The Hall effect in metals and alloys,2nd ed(1972, C.M.Hurd)